# Randle Mell
Randle Mell (28 december 1951) is een Amerikaans acteur.

## Biografie
Mell begon met acteren in 1984 met de film The Cotton Club. Hierna heeft hij nog meerdere rollen gespeeld in films en televisieseries zoals Eight Men Out (1988), Quick Change (1990), Wyatt Earp (1994), Law & Order (1994-1996) en 24 (2003-2004).
Mell is ook actief in het theater, zo maakte hij in 1983 zijn debuut op Broadway met het toneelstuk Noises Off als understudy voor de rol van Garry Lejeune en Tim Allgood. Hierna heeft hij nog twee maal opgetreden op Broadway, in 1988 met het toneelstuk Macbeth als Malcolm en in 1999 met het toneelstuk The Rainmaker als File.
Mell is getrouwd met Mary McDonnell en zij hebben samen twee kinderen. Mell heeft samen met zijn vrouw les gegeven in het acteren.

## Filmografie

### Films
- 2001 Taking Back Our Town – als ??
- 1999 Cookie's Fortune – als Patrick Freeman
- 1997 The Postman – als burgemeester
- 1996 For the Future: The Irvine Fertility Scandal – als John Challender
- 1995 A Mother's Gift – als Gus Reinmuller
- 1994 Wyatt Earp – als John Clum
- 1993 Fearless – als Peter Hummel
- 1993 The American Clock – als sheriff
- 1993 Sex, Love and Cold Hard Cash – als ??
- 1992 What She Doesn't Know – als Gottlieb
- 1991 Grand Canyon – als baron
- 1991 Stranger in the Family – als Alan Thompson
- 1991 City of Hope – als Simms
- 1991 A Marriege: Georgie O'Keeffe and Alfred Stieglitz – als Paul Strand
- 1991 O Pioneers! – als Carl
- 1991 Separate But Equal – als Charles L. Black Jr.
- 1990 Quick Change – als tv-verslaggever
- 1988 Eight Men Out – als Michael Ahearn
- 1988 The House on Carroll Street – als Salwen Aide
- 1984 The Cotton Club – als politieagent

### Televisieseries
Uitgezonderd eenmalige gastrollen.
- 2003 – 2004 24 – als Brad Hammond – 5 afl.
- 2003 Kingpin – als de Amerikaan – 2 afl.
- 1990 The Kennedys of Massachusetts – als Robert Kennedy – 3 afl.